# 濠江中學
濠江中學，是澳門學生人數最多的學校網絡，開辦「一條龍」服務式學校，由杜嵐等人於1932年6月10日創校。學校以「忠誠、勤奮、求實、創新」為宗旨。濠江中學由昔日在一間破舊的小屋開辦初級小學，發展現時為由四個校區組成的學校網絡。後來濠江中學將原氹仔高中部改為濠江中學附屬英才學校，推行普通話和英語教學。舊校訓為「忠誠、勇敢、勤勞、樸素」。

## 五個校區及其設施

### 正校（校本部）
- 地址：亞馬喇馬路3號
- 設施：濠江中學校園電視台、大型田徑運動場（足球場、跑道等）、籃球場、羽毛球場、排球場、禮堂、美術室、藝能室、音樂室、地理室、生物室、電腦室、多媒體室、圖書館、化學實驗室、物理實驗室、舞蹈室、管樂室、健身室、特別室、蘭亭書法室等。

### 英才學校（前稱分校）
- 地址：氹仔成都街
- 設施：禮堂、視覺藝術室、音樂室、電腦室、化學實驗室、物理實驗室、舞蹈室、中樂室、數培室、英語情景學習室、學生會室、圖書館、體育館、跑道、沙池、雨天操場、管樂室、健身室、書法室等。

### 小學
- 地址：亞豐素雅布基街25至27號
- 設施：禮堂、天台活動場所、樓層活動場所、電腦室、活動室、美勞室、音樂室、舞蹈室、武術室、圖書館、多媒體語音室、特別室等。

### 幼稚園
- 地址：鏡湖馬路73至75號。
- 設施：兒童唱遊室、地下活動場所、天台活動場所、幼兒學習天地、活動室、美勞室、廚房、電腦室

### 濠江中学附属横琴学校（澳人子女学校）
- 地址：廣東省珠海市橫琴粵澳深度合作區風吹羅帶路38號和106號
- 課程：幼兒教育一年級至三年級、小學一年級及二年級

## 圖片集

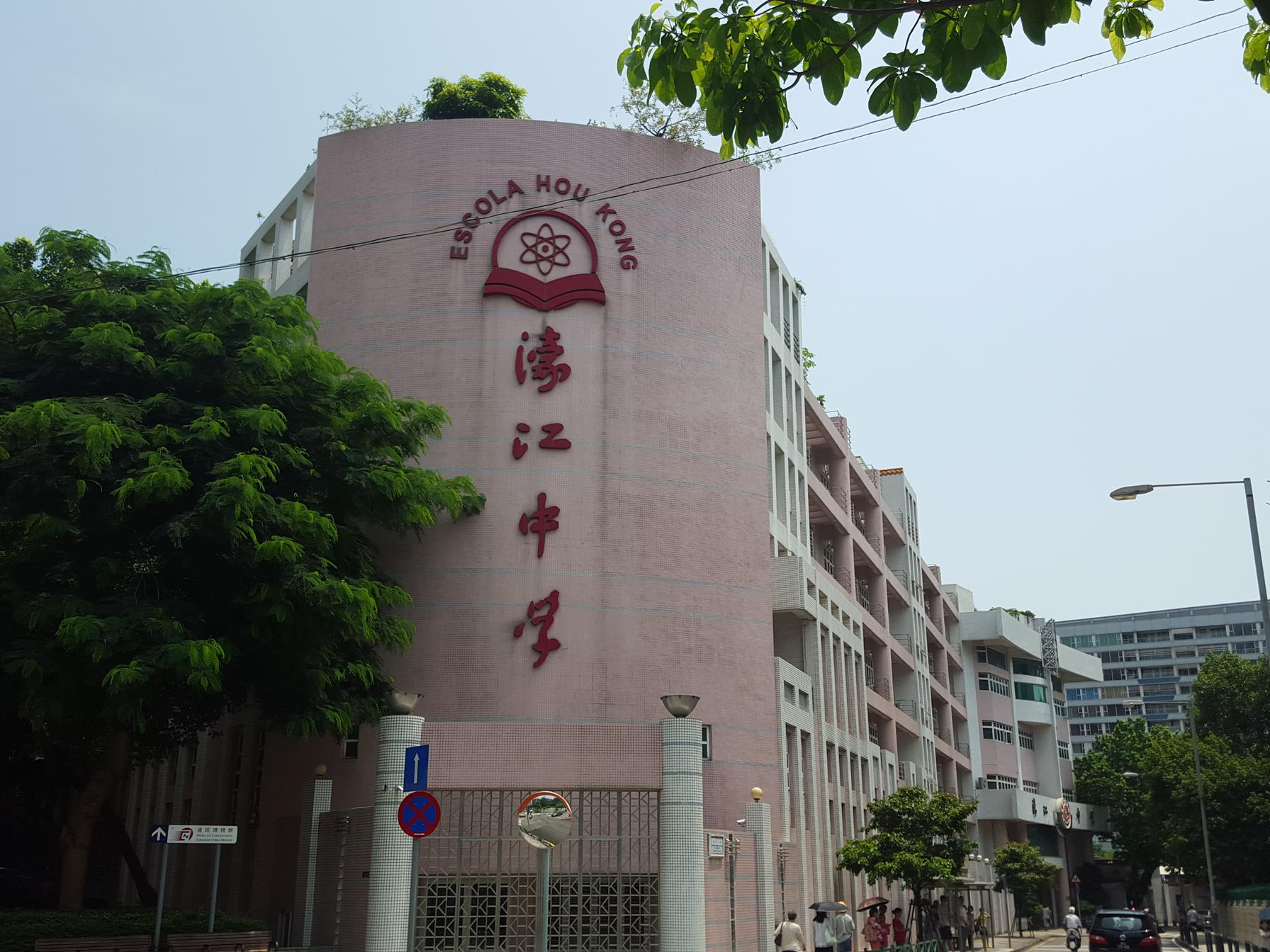
校本部
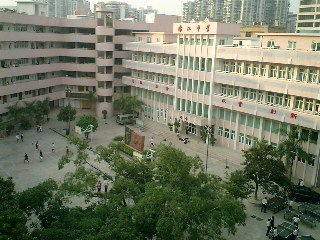
校本部內園
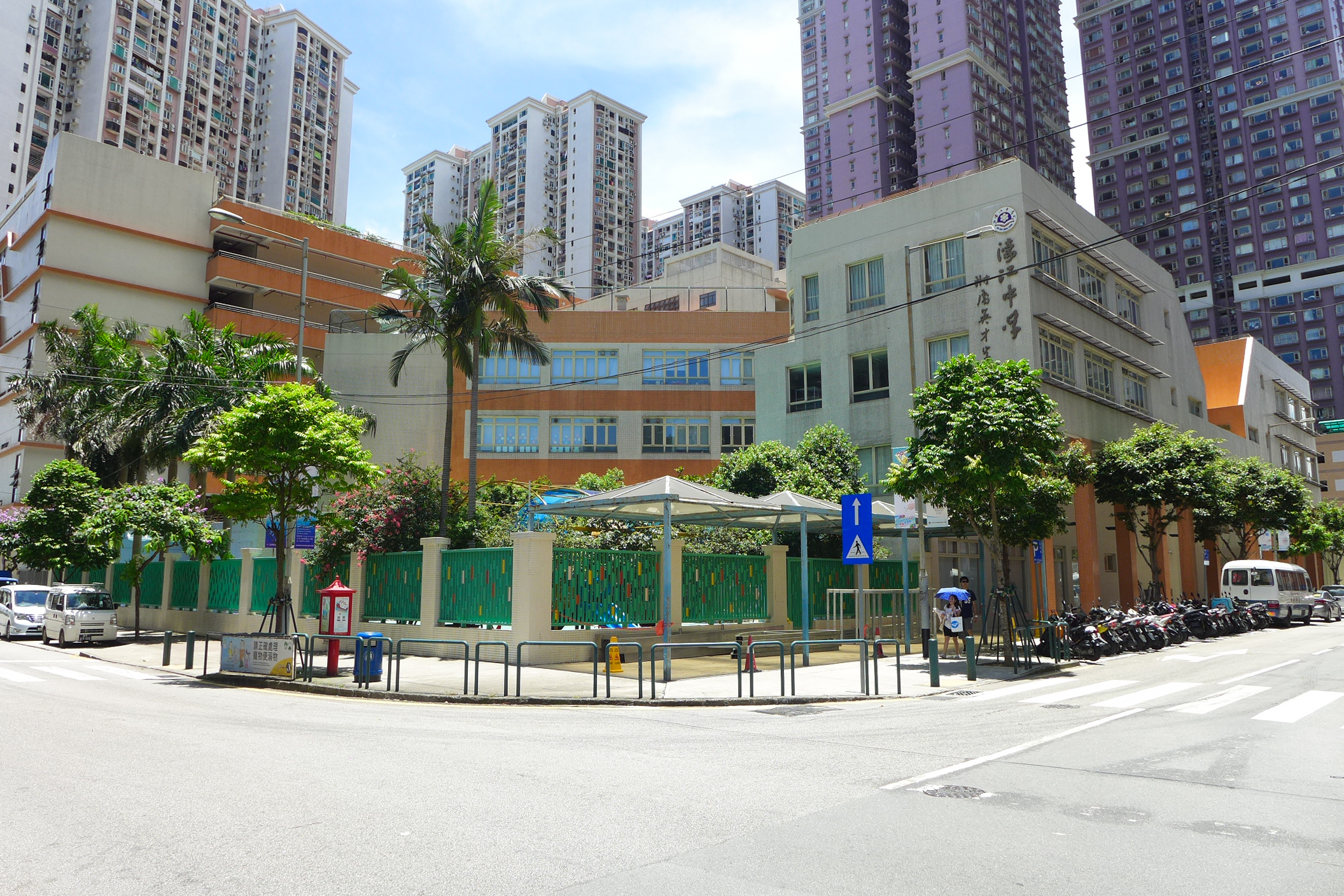
英才學校（幼稚園樓）
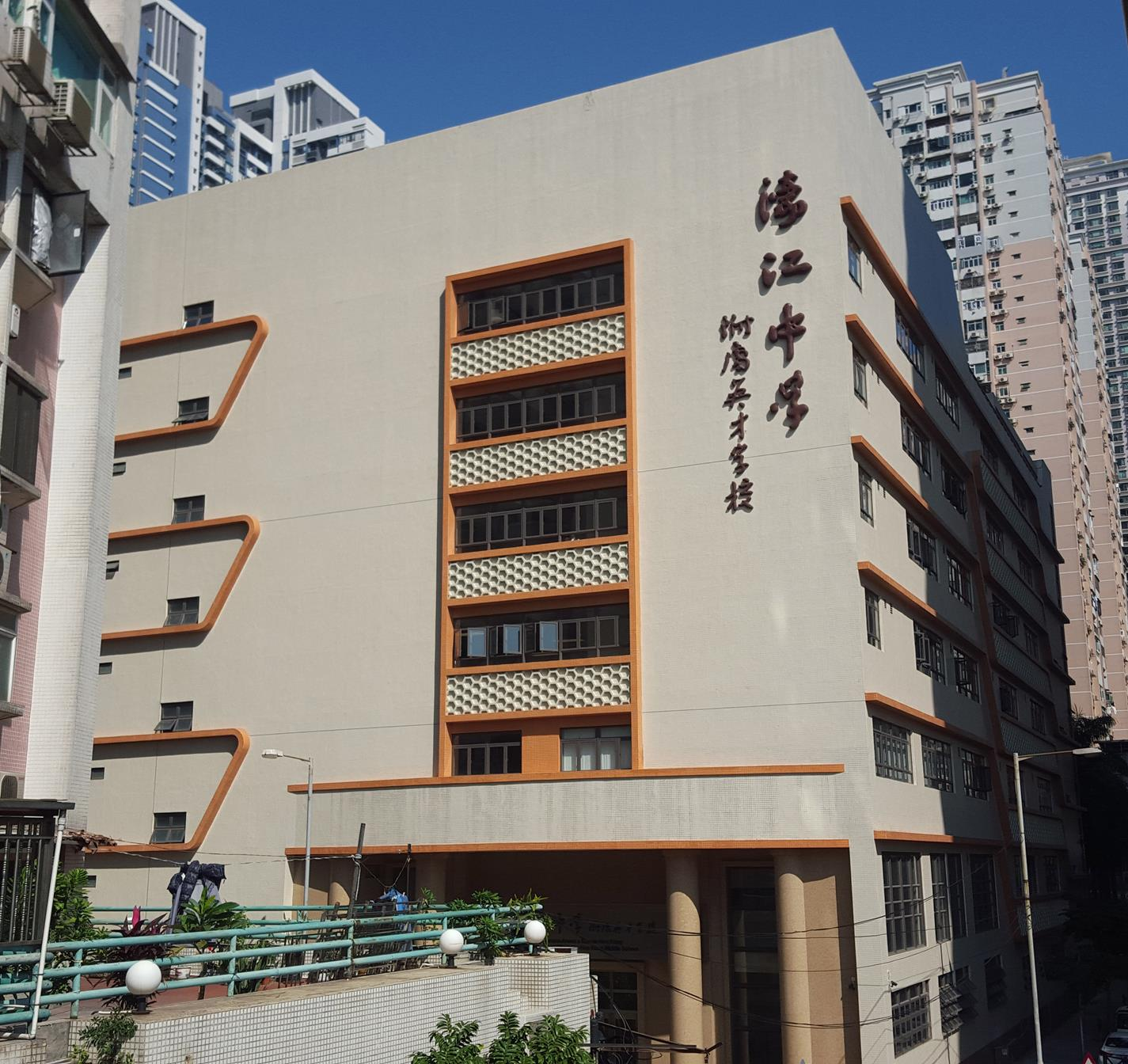
英才學校（中小學樓）

## 歷任校長
|   | 中文名稱 | 外文名稱 | 開始擔任日期 | 最後擔任日期 | 備註                   |
| - | -------- | -------- | ------------ | ------------ | ---------------------- |
| 1 | 黃仁輔   |          | 1932年       | 1935年       |                        |
| 2 | 黃曉生   |          | 1935年       | 1947年       |                        |
| 3 | 杜嵐     |          | 1947年       | 1998年       | 退任後擔任名譽校長一職 |
| 4 | 尤端陽   |          | 1998年       |              | 現任校長               |

## 事件
- 1932年6月10日　濠江中學創立，首由黃仁輔校長主理。
- 1935年　黃曉生校長接辦。
- 1936年　開設初中一年級。
- 1937年　兼辦婦女夜校。
- 1938年　中學部擴充於近西街(今美麗街)11號，小學則設分校於惠愛街32號。
- 1940年　小學分校擴遷至鏡湖馬路73號至75號。
- 1942年　中學部遷回天神巷。
- 1943年　中學部再遷鏡湖馬路與小學同址，並改為免費中學。
- 1947年　黃曉生校長離任，由杜嵐接任校長。
- 1949年10月1日　中華人民共和國成立，杜嵐校長帶領師生在學校升起了澳門的第一面五星紅旗。
- 1953年　創辦了高中部。
- 1985年　馬萬祺接任董事長。
- 1996年　9月設立氹仔分校。
- 2000年12月20日　澳門回歸周年紀念，中共中央總書記、國家主席江澤民視察濠江中學學校本部。
- 2001年　亞馬喇馬路校本部運動場重建啟用，重建工程歷時一年多。
- 2001年12月20日　澳門回歸兩周年紀念，澳門特別行政區行政長官何厚鏵和全國政協副主席馬萬祺親臨學校為江澤民視察濠江中學紀念浮雕舉行揭幕儀式。
- 2003年10月27日　中共中央政治局常委、國家副主席曾慶紅視察。
- 2012年 濠江中學成立80周年, 並有發行郵品、舉辦"校慶杯"常識問答比賽等紀念一系列慶祝活動。
- 2013年 杜嵐名譽校長逝世。
- 2019年12月19日  中共中央總書記、國家主席習近平視察澳門期間曾探訪濠江中學附屬英才學校。
- 2023年11月25日，澳門濠江中學教育協進會與澳門特別行政區政府教育及青年發展局共同簽署《“澳門新街坊”澳人子弟學校的辦學協議書》，於橫琴粵澳深度合作區澳門新街坊開辦首間澳人子弟學校[2]。

## 參與活動

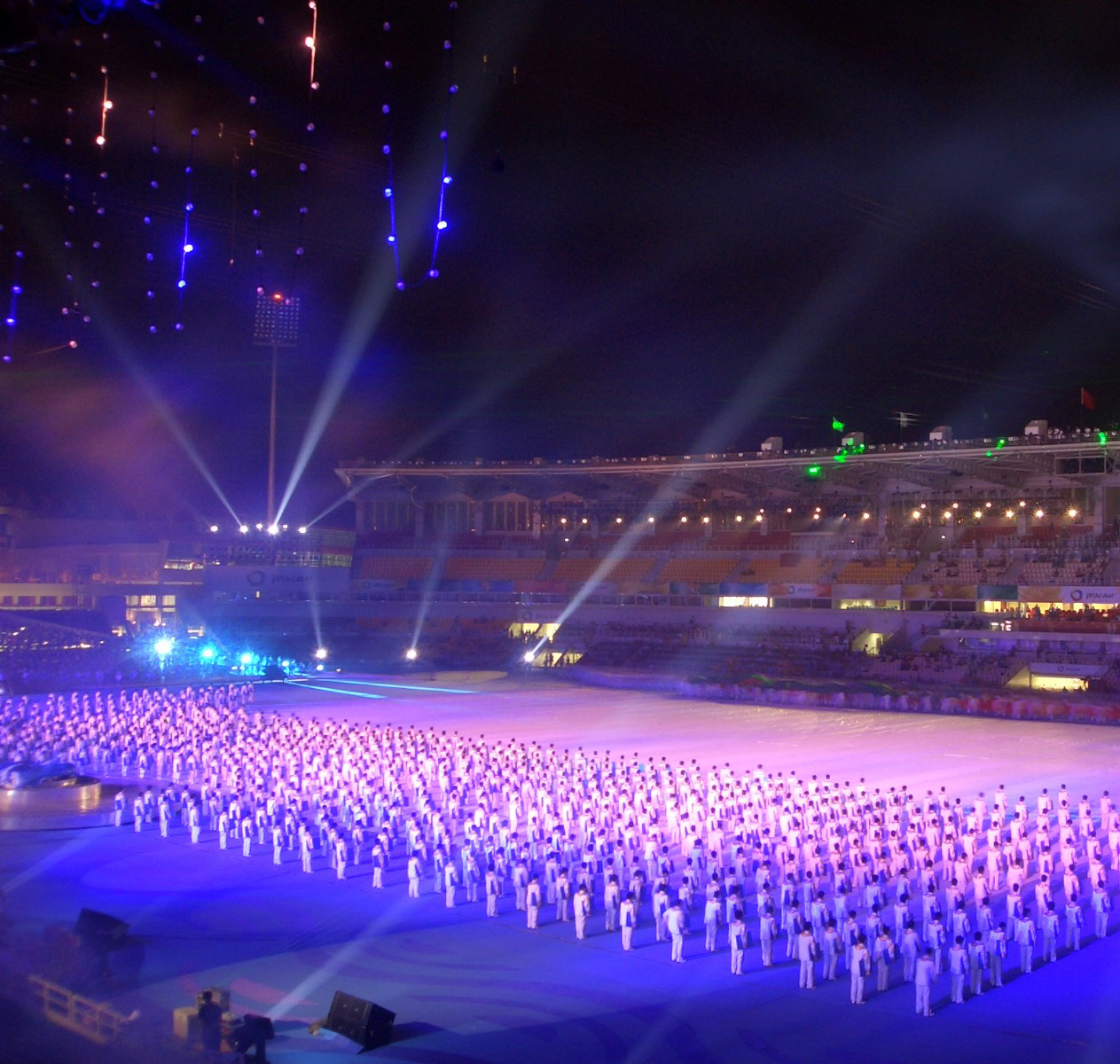
濠江中學參與澳門第四屆東亞運動會開幕式-彩排

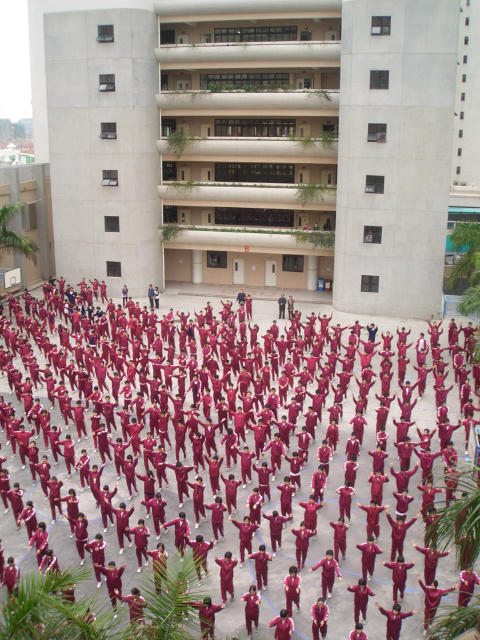
濠江中學分校的集體健身操

- 2005年澳門舉行了澳門第四屆東亞運動會，澳門濠江中學派出了多名學生教師參與該次運動盛事。其中小學派出了近100名小學生，以及正、分兩校派出超過1000名中學生一同參與了澳門第4屆東亞運動會的開幕式；另外又派出了數以百計的中、小學生參與了閉幕式，亦有學生及師生於運動會進行期間參與義工工作。
- 每年一度的澳門日報讀者基金會舉辦的百萬行，濠江中學都會派出學生教師參與，當中包括「濠江旗操隊」。[來源請求]

## 江澤民視察濠江中學紀念浮雕
為了紀念時任中共中央總書記、國家主席江澤民在2000年在濠江中學視察，濠江中學特意訂製了「江澤民主席視察濠江中學紀念浮雕」。浮雕於2001年，由澳門行政長官何厚鏵和全國政協副主席馬萬祺主持揭幕儀式。
浮雕及碑座長6.8米，高4.4米，厚0.7米。浮雕以花崗岩青石及紅砂石為主體材料。雕座正面左側是2000年12月20日中共中央總書記江澤民視察濠江中學時親筆題寫的八個貼金大字「濠江中學　桃李芬芳」，右側是用紅砂石雕琢的一面迎風飄揚的五星紅旗，並雕刻有江澤民總書記頭像和兩名濠江學生的側面半身像；背面刻有江澤民和濠江中學的通信、新中國成立時濠江中學升起的五星紅旗圖案和學校部分校景圖案。

## 校友

### 政界
- 張裕 - 前任社會文化司司長、廉政公署廉政專員、澳門基金會行政委員會副主席
- 劉焯華 - 前任澳門立法會主席
- 高開賢 - 現任澳門立法會主席、澳區全國人大代表；前任澳門中華總商會理事長
- 梁慶庭 - 前任澳門特別行政區行政會成員及發言人、全國政協委員、澳門街坊會聯合總會會長；曾任澳門立法會議員
- 黃有力 - 現任社會文化司司長辦公室顧問；前任澳門特別行政區海關關長、民政總署管理委員會主席、體育發展局局長
- 吳衛鳴 - 前任文化局局長、澳門藝術博物館館長
- 李展潤 - 現任醫療專業委員會主席，前任衛生局局長
- 鄭成業 - 現任衛生局副局長
- 劉惠明 - 現任郵電局局長
- 李炳康 - 前任澳門貿易投資促進局行政管理委員會主席
- 譚光民 - 前任房屋局局長
- 陳漢平 - 前任地圖繪製暨地籍局局長
- 梁毓森 - 現任消防局局長
- 馬耀榮 - 前任消防局局長
- 馬耀權 - 前任警察總局局長、治安警察局局長
- 梁文昌 - 現任警察總局局長；前任治安警察局局長
- 陳漢傑 - 前任建設發展辦公室主任
- 何蔣祺 - 現任澳門輕軌股份有限公司董事長；前任運輸基建辦公室主任
- 歐陽瑜 - 現任澳門特別行政區審計署審計長，前任社會文化司司長、身份證明局局長
- 陳寶霞 - 前任土地工務運輸局局長
- 陳寶雲 - 現任社會保障基金行政委員會副主席
- 許麗芳 - 現任澳門特別行政區審計署助理審計長，前任澳門特別行政區行政長官辦公室主任、廉政公署助理專員兼反貪局局長
- 黃振東 - 前任運輸工務司司長辦公室主任
- 黃志雄 - 現任勞工事務局局長
- 張少雄 - 前法律改革辦公室副主任
- 戴建業 - 現任經濟財政司司長，前任經濟及科技發展局局長、經濟局副局長及局長
- 楊寶儀 - 前任經濟局副局長、上海世界博覽會澳門籌備辦公室主任
- 潘樹平 - 前任保安部隊事務局局長
- 陳炳森 - 前任保安部隊事務局局長
- 鄭志強 - 澳門立法會間選議員、中國銀行澳門分行副總經理
- 梁玉華 - 澳門特別行政區立法會第三屆議員、澳門工會聯合總會副理事長、澳門護士學會副會長、第十一屆澳門特區全國人大代表
- 容永恩 - 澳門特別行政區立法會第一屆至第三屆議員，澳門婦女聯合會副理事長，第十二屆澳門特區全國人大代表
- 何少金 - 前任澳門立法會議員、廣東省政協委員、澳門中華教育會理事長、鏡平學校副校長
- 辜麗霞 - 前任澳門理工學院秘書長
- 黃世興 - 前任地圖繪暨地籍局處長、燃料安全委員會代主席
- 區錦明 - 前教青局延續教育處處長、澳門立法會直選議員區錦新二弟
- 黃潔貞 - 現任澳門特別行政區立法會議員
- 宋碧琪 - 現任澳門特別行政區立法會議員
- 曾熾明 - 前教育暨青年局青年廳廳長

### 法律界
- 朱　健 - 已故澳門終審法院法官
- 譚曉華 - 澳門中級法院法官，前初級法院院長
- 岑勁丹 - 澳門初級法院法官
- 梁鳯明 - 澳門初級法院法官
- 簡靜霞 - 澳門中級法院法官，前初級法院法官
- 林炳輝 - 澳門初級法院法官
- 郭少萍 - 澳門檢察院助理檢察長、前任司法警察局局長周偉光夫人

### 商界
- 馬有禮 - 澳門特別行政區行政會第一至四屆委員
- 曾旭明 - 澳門來來集團董事總經理
- 賴展京 - 南光物流有限公司總經理
- 鄧劍群 - 06年獲世界傑出華人獎 - 亞太鞋業集團有限公司主席.人稱鞋王
- 施子學 - 歷屆保險公會會長
- 葉兆佳 - 澳門特別行政區行政會第六屆委員、澳門特別行政區立法會第七屆議員、澳門銀行公會主席、中國銀行澳門分行副總經理

### 演藝界
- 伍家怡 - 2008年澳門小姐競選季軍得主、澳門女歌手
- 蔡潔怡 - 澳門藝人、演員
- 鄭恕峰 - 香港男演員

### 民間組織
- 冼為鏗 - 澳門中華學生聯合總會創會主席、現任澳門仁協之友副會長。
- 潘漢榮 - 澳門工會聯合總會副會長〈第30屆〉
- 吳仕明 - 澳門街坊會聯合總會榮譽會長，前澳區全國人大代表
- 梁慶球 - 澳門特別行政區行政會第二至四屆委員、街總副理事長
- 黃耀球 -  街總副理事長
- 曾熾明 -  澳門童軍總總會創會秘書
- 李沛霖 -  澳門中華教育會理事長，澳門基本法推廣協會副理事長，前立法會議員
- 招銀英 -  澳門婦女聯合總會理事長、第十一屆全國人大代表 、全國政協委員、全國婦聯執委

## 傑出教師
- 楊萬忍 - 數學教師、數學奧林匹克隊教練、江澤民五圆定理問題解答者。[4]
- 王志強 - 資訊科技副主任，主管四個校部資訊科技發展，電腦奧林匹克教練，榮獲2014/2015學年度“卓越表現教師”（首屆）[5]
- 譚玉明 - 書法老師，榮獲2014/2015學年度“卓越表現教師”（首屆）[5]
- 王世澤 - 數學老師，附屬小學教務主任助理，榮獲2014/2015學年度“卓越表現教師”（首屆）[5]
- 康玉專 - 教務副主任，化學奧林匹克教練，榮獲2015/2016學年度“卓越表現教師”[6]
- 陳麗永 - 在濠江中學附屬英才學校任教語文老師，榮獲2015/2016學校年度“卓越表現教師”
- 呂綺穎 - 現任婦聯學校校長助理，曾任濠江中學英語老師，榮獲2016/2017學校年度“卓越表現教師”[7]
- 雷小紅 - 濠江中學附屬小學英語老師，榮獲2016/2017學校年度“卓越表現教師”[7]
- 陳唯健 - 濠江中學附屬小學英語老師，榮獲2017/2018學校年度“卓越表現教師”[8]
- 孫衍軍 - 在濠江中學附屬英才學校任教視覺藝術及書法老師，榮獲2021/2022學校年度“卓越表現教師”。[9][10]
- 周煉齊 - 在濠江中學附屬英才學校任教語文老師，榮獲2020/2021學校年度“卓越表現教師”。[11][12]
- 莫秀君 - 在濠江中學附屬英才學校任教英文老師，榮獲2021/2022學校年度“卓越表現教師”。[13]
- 楊逸 - 在濠江中學附屬英才學校任教常識老師以及科技資訊比賽的指導老師，榮獲2019/2020學校年度“卓越表現教師”。[14]

## 爭議
2021年8月3日，濠江中學一名女學生在澳門確診2019冠狀病毒病，為輸入相關個案。事前該女學生曾經跟隨學校交流團到西安，而且出現新冠肺炎症狀，但並無求醫，稱於7月27日症狀好轉，網民因此不滿濠江中學防疫意識低下。